# Línea San Vicente de Alcántara-Badajoz-Fregenal de la Sierra

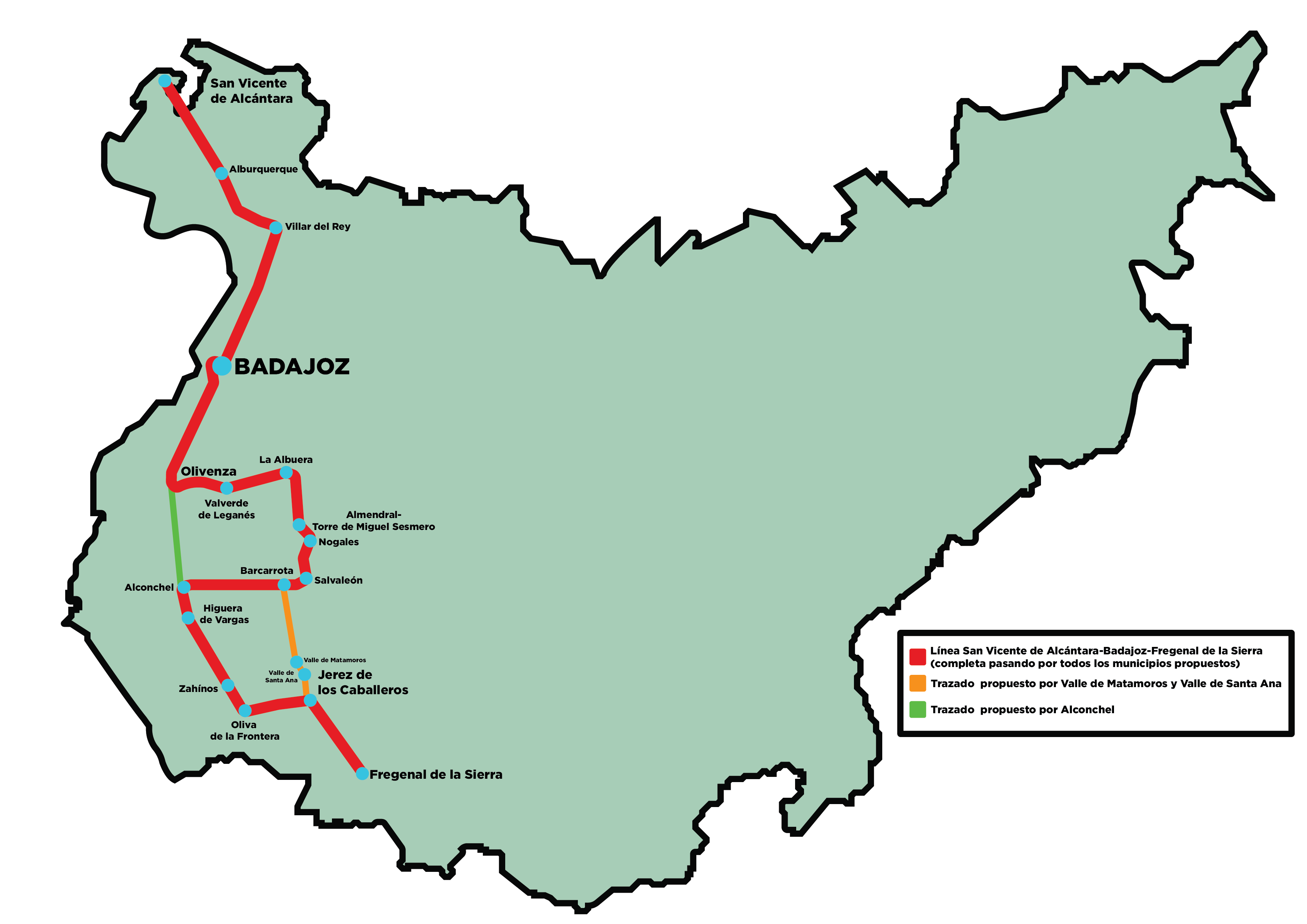
Trazados propuestos.

La línea San Vicente de Alcántara-Badajoz-Fregenal de la Sierra fue un proyecto ferroviario que pretendía conectar el oeste de la provincia de Badajoz (España) de norte a sur, pasando por la capital provincial, Badajoz.
Este ferrocarril iba a recorrer los siguientes municipios: San Vicente de Alcántara, Alburquerque, Villar del Rey, Badajoz, Olivenza, Valverde de Leganés, La Albuera, Almendral, Torre de Miguel Sesmero, Nogales, Salvaleón, Barcarrota, Alconchel, Higuera de Vargas, Zahínos, Oliva de la Frontera, Jerez de los Caballeros y Fregenal de la Sierra.

## Historia
A principios del siglo XX, existía un interés por seguir desarrollando los ferrocarriles en toda España, así fue como la Diputación Provincial de Badajoz quiso desarrollar un proyecto para cumplir este objetivo en la provincia, elaborándose un ambicioso plan de infraestructura ferroviaria, con el objetivo de fomentar el desarrollo agrícola, ganadero y minero de la provincia. Este proyecto también buscaba conectar municipios importantes, incomunicados con la red general de ferrocarriles y facilitar el acceso de sus productos a los puertos de Lisboa y Sevilla. 
En el año 1904, se convocó una asamblea por parte de la Diputación de Badajoz en la que se reunieron autoridades provinciales como el gobernador civil, junto con los alcaldes de todos los municipios pacenses a los que con este proyecto iba a llegar el tren. En la reunión, se presentaron y discutieron diversas opciones para el trazado de este ferrocarril, buscando encontrar la solución más equitativa y beneficiosa para la mayoría de los pueblos beneficiados. En esta asamblea, se trataron también otros proyectos, como la línea Nogales-Santa Marta-Almendralejo que serviría para reducir los tiempos entre Badajoz y Sevilla , y la línea Zafra-Jerez de los Caballeros-Frontera Portuguesa que si fue construida hasta Jerez de los Caballeros y es utilizada hoy en día por trenes de mercancías.
Parte del proyecto sería incluido varios años después en la ley de los ferrocarriles secundarios españoles de 1908.
Finalmente los cambios políticos que ocurrieron en España durante todas esas décadas, hicieron que el proyecto se fuera dejando a un lado hasta abandonarse.